# Iglesia de Saint-Quentin de Scy-Chazelles

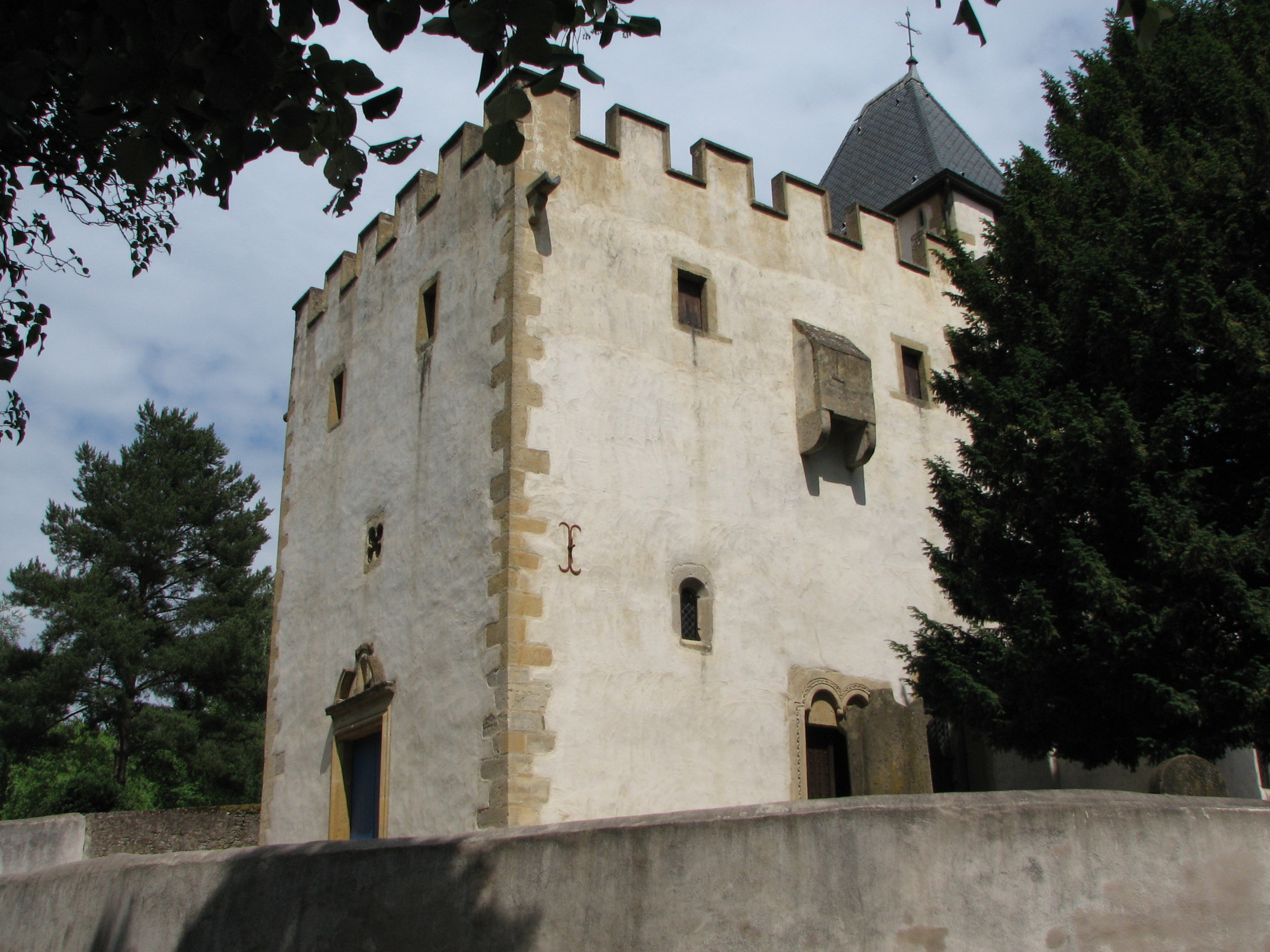
Iglesia de Saint-Quentin, fachada este y sur.

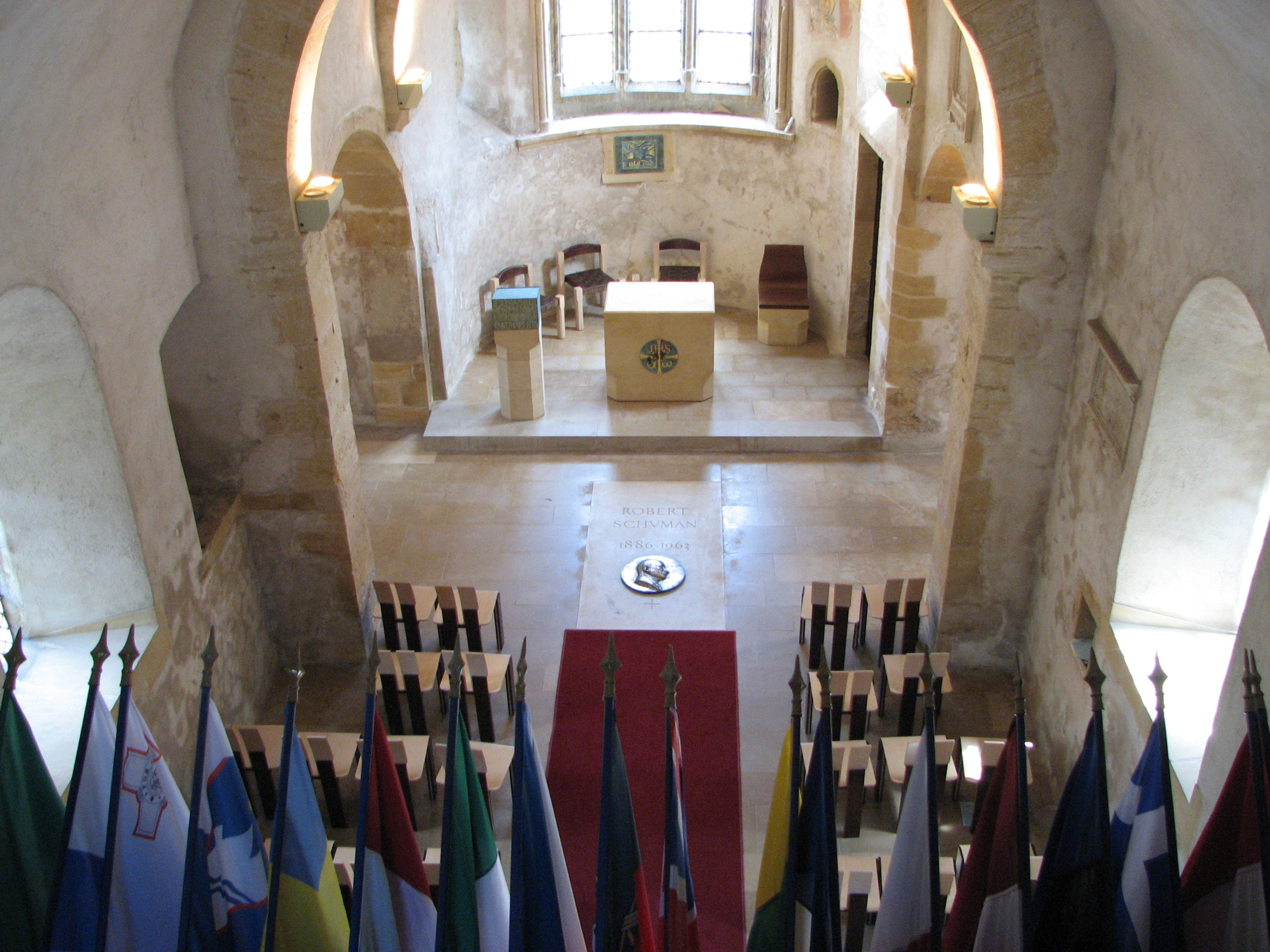
Interior de la iglesia de Saint-Quentin.

La iglesia de Saint-Quentin de Scy-Chazelles es una iglesia fortificada del siglo XII, situada en el municipio de Scy-Chazelles, de la periferia de Metz. Es el lugar en que está enterrado Robert Schuman.

## Historia
En el año 825, el obispo de Metz, Drogon, creó una parroquia reagrupando cuatro pueblos. El obispo Étienne de Bar, en lucha contra la ciudad de Metz se hizo construir una primera capilla en el año 1120, aunque el edificio actual fue construido a finales del siglo XII.
En 1862, fue uno de los primeros edificios clasificados por el departamento de Mosela. Forma parte de un conjunto de iglesias fortificadas que se encuentran alrededor de Metz.
Las pequeñas ventanas románicas y el ojo de buey de la fachada principal, aún visibles hoy, datan del siglo XII. Entre los siglos XIII y siglo XVI, se construyeron dos capillas secundarias y el conjunto fue fortificado. Se añadió un piso sobre la nave, el ábside, los muros almenados, cerrados por paneles en madera.

## Restauraciones
En 1887, Mosela forma parte integrante del Imperio alemán, se hacen importantes transformaciones. Se abren amplias ventanas, la puerta románica fue cerrada y se abrió una nueva puerta al este. Se construyeron contrafuertes y la cabecera recibió una cubierta en faldones de madera. Los trabajos fueron dirigidos por el arquitecto alemán Paul Tornow, el mismo que dirigiría más tarde los trabajos en la fachada de la catedral Saint-Étienne de Metz.
En 1966, fue el momento de una nueva restauración, se pusieron al día las pinturas murales del ábside. En 1999, se realizó una nueva restauración, ciertos contrafuertes de Tornow fueron suprimidos, para devolver a la iglesia el aspecto más tradicional de las iglesias fortificadas del país.

## Robert Schuman
Robert Schuman murió en 1963. Vivió en Scy-Chazelles, y fue enterrado en el cementerio municipal, tras unas exequias solemnes celebradas en la catedral de Metz. En 1966, sus restos fueron transferidas a la iglesia de Saint-Quentin, que se encuentra junto a su antigua casa, hoy transformada en museo.